# Nagaden Yashiro-Linie
| Triebzug der Baureihe 3500 in Matsushiro |                   |                          |                      |
| Streckenlänge: | 22,4 km           |                          |                      |
| Spurweite: | 1067 mm (Kapspur) |                          |                      |
| Stromsystem: | 1500 V =          |                          |                      |
| Zweigleisigkeit: | nein              |                          |                      |
| |                   |                          |                      |
| Gesellschaft: | Nagano Dentetsu   |                          |                      |
| \| \| \| Shinano-Linie \| 1888– \| \| \| \| Yashiro (屋代) \| 1888– \| \| \| \| \| \| \| \| \| Hokuriku-Shinkansen \| 2015– \| \| \| \| \| \| \| \| 1,3 \| Higashi-Yashiro (東屋代) \| 1922–2012 \| \| \| \| Jōshin’etsu-Autobahn \| \| \| \| 2,9 \| Amenomiya (雨宮) \| 1922–2012 \| \| \| \| Jōshin’etsu-Autobahn \| \| \| \| 5,0 \| Iwano (岩野) \| 1922–2012 \| \| \| \| Jōshin’etsu-Autobahn \| \| \| \| 7,5 \| Zōzanguchi (象山口) \| 1922–2012 \| \| \| 8,6 \| Matsushiro (松代) \| 1922–2012 \| \| \| \| Jōshin’etsu-Autobahn \| \| \| \| 11,7 \| Kanaiyama (金井山) \| 1922–2012 \| \| \| 14,1 \| Ōmuro (大室) \| 1951–2012 \| \| \| 15,7 \| Shinano-Kawada (大室山) \| 1922–2012 \| \| \| 17,2 \| Wakaho (若穂) \| 1966–2012 \| \| \| 18,9 \| Watauchi (綿内) \| 1966–2012 \| \| \| \| Jōshin’etsu-Autobahn \| \| \| \| 21,4 \| Inoue (井上) \| 1922–2012 \| \| \| \| Nagaden Nagano-Linie \| 1922– \| \| \| 22,4 \| Suzaka (須坂) \| 1922– \| \| \| \| \| \| |                   |                          |                      |
| Strecke (außer Betrieb) |                   | Shinano-Linie            | 1888–                |
| Bahnhof (Strecke außer Betrieb) · Bahnhof |                   | Yashiro (屋代)           | 1888–                |
| |                   |                          |                      |
| Kreuzung (Strecke geradeaus außer Betrieb) · Kreuzung |                   | Hokuriku-Shinkansen      | 2015–                |
| Strecke (außer Betrieb) · Strecke nach links |                   |                          |                      |
| Haltepunkt / Haltestelle (Strecke außer Betrieb) | 1,3               | Higashi-Yashiro (東屋代) | 1922–2012            |
| Strecke mit Straßenbrücke (Strecke außer Betrieb) |                   | Jōshin’etsu-Autobahn     | Jōshin’etsu-Autobahn |
| Haltepunkt / Haltestelle (Strecke außer Betrieb) | 2,9               | Amenomiya (雨宮)         | 1922–2012            |
| Strecke mit Straßenbrücke (Strecke außer Betrieb) |                   | Jōshin’etsu-Autobahn     | Jōshin’etsu-Autobahn |
| Haltepunkt / Haltestelle (Strecke außer Betrieb) | 5,0               | Iwano (岩野)             | 1922–2012            |
| Strecke mit Straßenbrücke (Strecke außer Betrieb) |                   | Jōshin’etsu-Autobahn     | Jōshin’etsu-Autobahn |
| Haltepunkt / Haltestelle (Strecke außer Betrieb) | 7,5               | Zōzanguchi (象山口)      | 1922–2012            |
| Bahnhof (Strecke außer Betrieb) | 8,6               | Matsushiro (松代)        | 1922–2012            |
| Strecke mit Straßenbrücke (Strecke außer Betrieb) |                   | Jōshin’etsu-Autobahn     | Jōshin’etsu-Autobahn |
| Haltepunkt / Haltestelle (Strecke außer Betrieb) | 11,7              | Kanaiyama (金井山)       | 1922–2012            |
| Haltepunkt / Haltestelle (Strecke außer Betrieb) | 14,1              | Ōmuro (大室)             | 1951–2012            |
| Bahnhof (Strecke außer Betrieb) | 15,7              | Shinano-Kawada (大室山)  | 1922–2012            |
| Haltepunkt / Haltestelle (Strecke außer Betrieb) | 17,2              | Wakaho (若穂)            | 1966–2012            |
| Bahnhof (Strecke außer Betrieb) | 18,9              | Watauchi (綿内)          | 1966–2012            |
| Strecke mit Straßenbrücke (Strecke außer Betrieb) |                   | Jōshin’etsu-Autobahn     | Jōshin’etsu-Autobahn |
| Haltepunkt / Haltestelle (Strecke außer Betrieb) | 21,4              | Inoue (井上)             | 1922–2012            |
| Strecke (außer Betrieb) · Strecke von links |                   | Nagaden Nagano-Linie     | 1922–                |
| | 22,4              | Suzaka (須坂)            | 1922–                |
| |                   |                          |                      |

Die Nagaden Yashiro-Linie (jap. 長野電鉄屋代線 Nagaden Yashiro-sen) war eine Eisenbahnstrecke auf der japanischen Insel Honshū, die von der Bahngesellschaft Nagano Dentetsu (Nagaden) betrieben wurde. Sie bestand von 1922 bis 2012 und stellte in der Präfektur Nagano eine Verbindung zwischen Chikuma und Suzaka her.

## Streckenbeschreibung
Die 22,4 km lange Strecke war in Kapspur (1067 mm) verlegt, eingleisig und mit 1500 V Gleichspannung elektrifiziert. Ihr südlicher Ausgangspunkt war der Bahnhof Yashiro, wo sie von der Shin’etsu-Hauptlinie abzweigte (ab 1997 von der Shinano-Linie). Entlang der rechten Talseite des Chikuma führte sie in nordöstlicher Richtung durch relativ flaches Gelände. Kurz vor dem Bahnhof Suzaka mündete sie in die Nagaden Nagano-Linie ein. Die meisten der 13 Bahnhöfe und Haltestellen waren zuletzt nicht mit Personal besetzt.

## Bilder

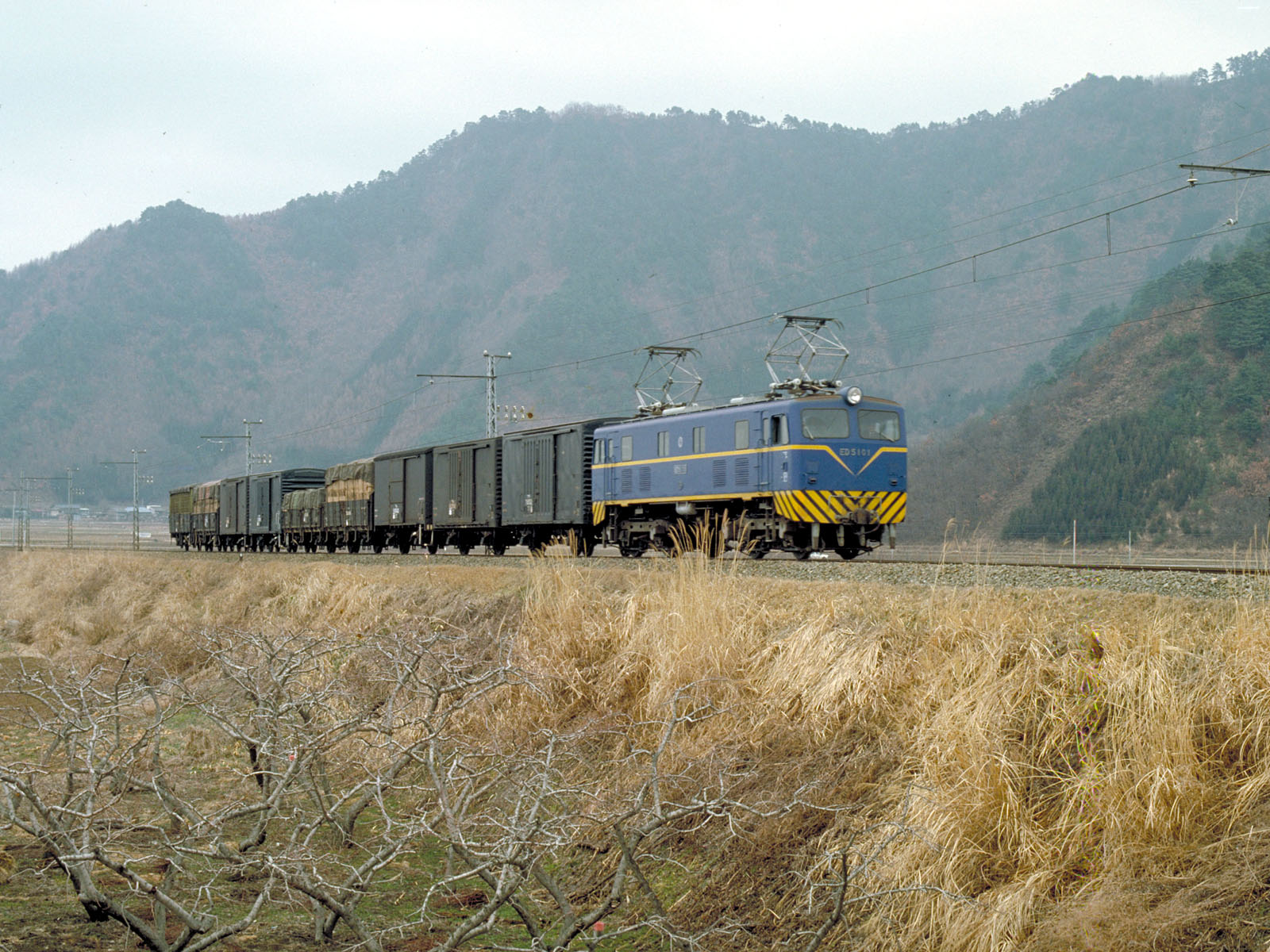
Güterzug auf der Yashiro-Linie (ca. 1970)
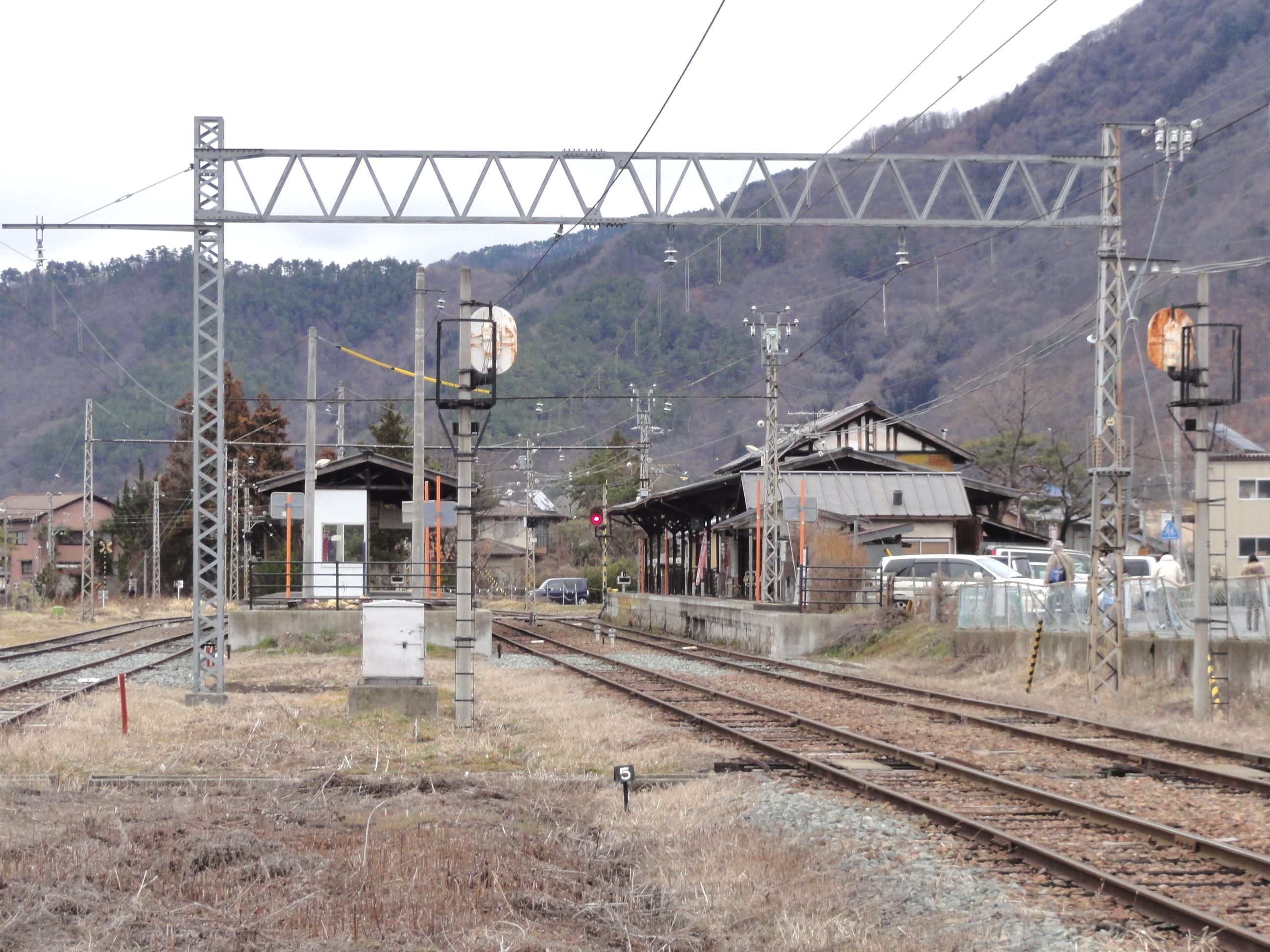
Bahnhof Matsushiro (2012)
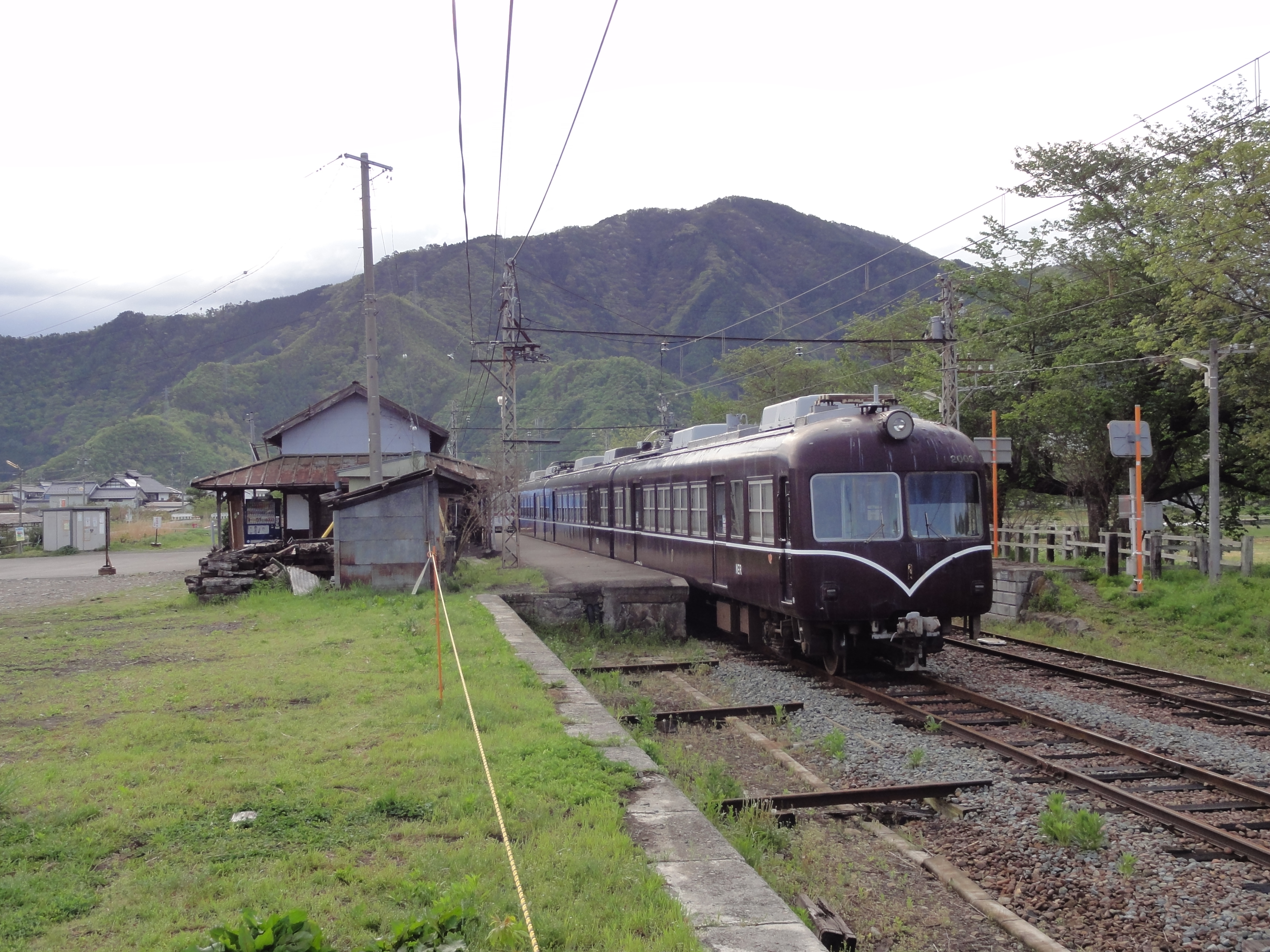
Bahnhof Shinano-Kawada (2012)
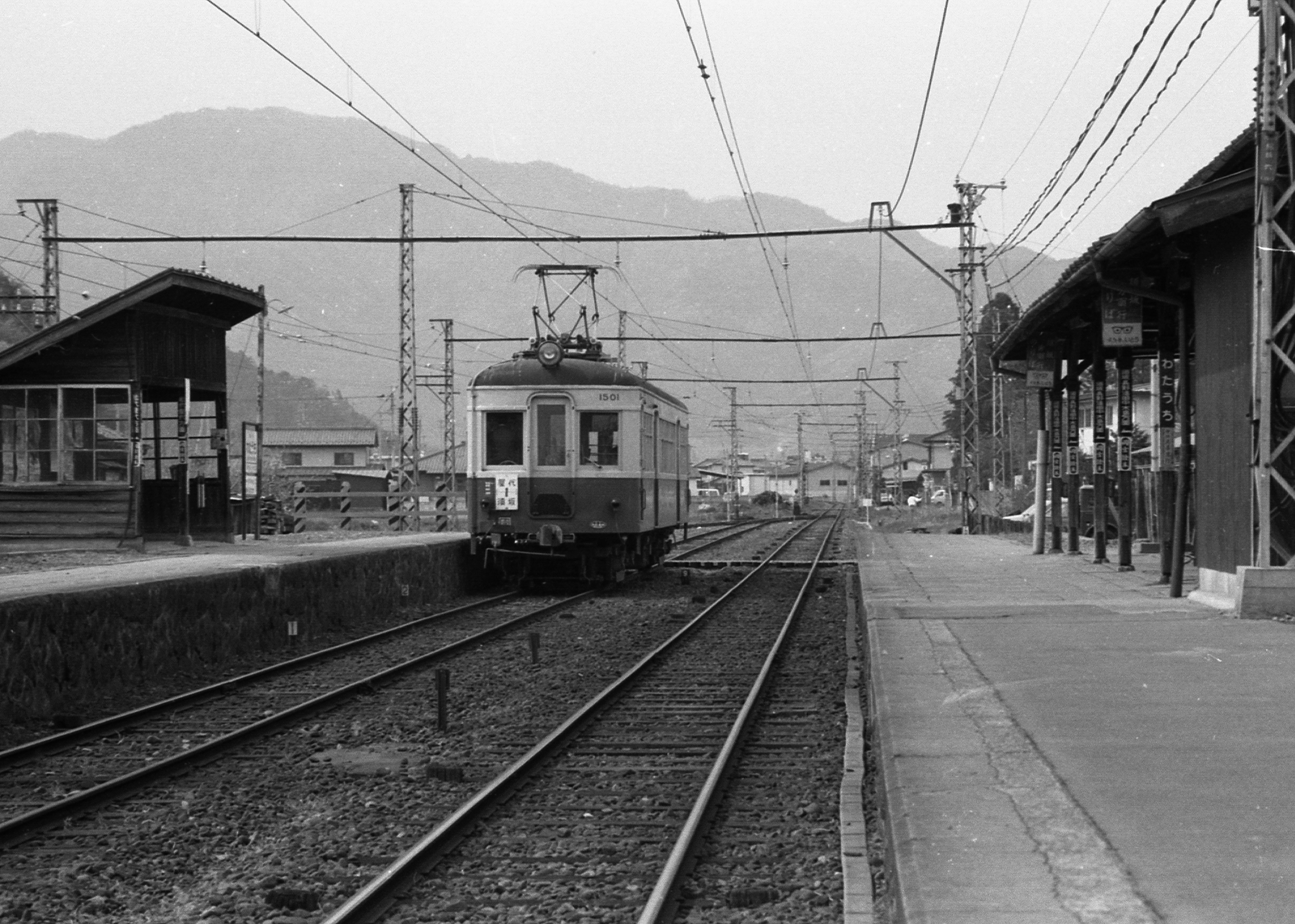
Bahnhof Watauchi (1988)

## Geschichte
Die Bahngesellschaft Saku Tetsudō, die Betreiberin der Koumi-Linie, plante in den 1910er Jahren eine Bahnstrecke, die von Kōfu in der Präfektur Yamanashi bis nach Nagaoka in der Präfektur Niigata reichen sollte. Zusammen mit der heutigen Minobu-Linie sollte dadurch eine gebirgsquerende Verbindung durch die zentralen Japanischen Alpen entstehen. Als Folge der Rezession nach dem Ende des Ersten Weltkriegs konnte dieses Vorhaben jedoch nie verwirklicht werden. Am 30. Mai 1920 erfolgte die Gründung der Katō Tetsudō, die im September desselben Jahres von der Saku Tetsudō einen Teil der Konzession für die Ostseite des Chikuma-Tals übernahm. Dabei handelte es sich um die Verbindung von Yashiro über Suzaka und Shinshū-Nakano nach Kijima, zusammenfassend als Katō-Linie bekannt.
Der Abschnitt zwischen den Bahnhöfen Yashiro und Suzaka (ab 2002 als Yashiro-Linie bezeichnet) wurde am 10. Juni 1922 eröffnet. Zuerst noch mit Dampflokomotiven betrieben, erfolgte bereits am 29. Januar 1926 die Elektrifizierung. Am 30. September 1926 fusionierte die Katō Tetsudō mit der Nagano Denki Tetsudō zur Nagano Dentetsu. Über die Jahrzehnte fügte sie als Folge der Siedlungsentwicklung mehrere neue Haltestellen hinzu. 1983 führte sie automatische Stellwerke und das Betriebsleitsystem CTC ein, ab 1993 verkehrten alle Züge im Einmannbetrieb.
Trotz der Rationaisierungsbemühungen und Modernisierungsschritte war der Bahnbetrieb defizitär. Dies hing vor allem mit der Tatsache zusammen, dass das Stadtzentrum Naganos nur mit einem Umweg über Suzaka und mit Umsteigen erreichbar war, während konkurrierende Buslinien direkter verkehrten und auch günstigere Tarife hatten. 2009 ersuchte die Nagano Dentetsu die erschlossenen Gemeinden und die Präfektur um finanzielle Unterstützung. Daraufhin bildete sich ein „Revitalisierungsrat“, der verschiedene Möglichkeiten erörterte. Am 2. Februar 2011 beschloss der Rat jedoch, die Yashiro-Linie stillzulegen und durch eine Buslinie zu ersetzen. Diese Maßnahmen wurden am 1. April 2012 umgesetzt.

## Liste der Bahnhöfe
| Name                      | km   | Anschlusslinien      | Lage   | Ort     |
| ------------------------- | ---- | -------------------- | ------ | ------- |
| Yashiro (長野)            | 00,0 | Shinano-Linie        | Koord. | Chikuma |
| Higashi-Yashiro (湯田中)  | 01,3 |                      | Koord. | Chikuma |
| Amenomiya (雨宮)          | 02,9 |                      | Koord. | Chikuma |
| Iwano (岩野)              | 05,0 |                      | Koord. | Nagano  |
| Zōzanguchi (象山口)       | 07,5 |                      | Koord. | Nagano  |
| Matsushiro (松代)         | 08,6 |                      | Koord. | Nagano  |
| Kanaiyama (金井山)        | 11,7 |                      | Koord. | Nagano  |
| Ōmuro (大室)              | 14,1 |                      | Koord. | Nagano  |
| Shinano-Kawada (信濃川田) | 15,7 |                      | Koord. | Nagano  |
| Wakaho (若穂)             | 17,2 |                      | Koord. | Nagano  |
| Watauchi (綿内)           | 18,9 |                      | Koord. | Nagano  |
| Inoue (井上)              | 21,4 |                      | Koord. | Suzaka  |
| Suzaka (須坂)             | 22,4 | Nagaden Nagano-Linie | Koord. | Suzaka  |